# 16

## Evenimente
- Trupele regatelor Noricum și Panonia, care invadaseră Histria, sunt înfrânte de cele ale lui Publius Silius, proconsulul provinciei romane Illyricum.
- Trupele romane conduse de Germanicus sunt înfrânte de cele ale triburilor germanice conduse de Arminius, oprind expansiunea romană în regiune.

## Arte, științe, literatură și filozofie
- Arcul de triumf al lui Tiberius.
- Ovidiu publică Epistulae ex Ponto.
- Reconstrucția templului Dioscurilor.

## Nașteri
- 16 septembrie: Drusilla, fiica lui Germanicus și a Aggripinei Major (d. 38)

## Decese
- 13 septembrie: Marcus Scribonius Libo Drusus, senator roman (n. ?)